# Glorieta del Marqués de Vadillo
La Glorieta del Marqués de Vadillo es una zona céntrica de la ciudad de Madrid, situada junto al parque de Madrid Río y al Puente de Toledo.
Confluyen en ella, la avenida del Manzanares y las calles Antonio López, Antonio Leyva y General Ricardos, así como la Avenida de la Emperatriz Isabel. Muy cerca de ellas se sitúa el Paseo del Quince de Mayo y la calle de Jacinto Verdaguer.
La zona cuenta con numerosos servicios y comercios, así como con una excelente comunicación con el resto de la ciudad de Madrid y el área metropolitana, lo cual la convierte en un punto muy atractivo para residir junto al centro.

## Historia y desarrollo urbano
Históricamente, la zona donde se ubica la Glorieta del Marqués de Vadillo fue un importante paso hacia el sur de la ciudad. A principios del siglo XX, en los alrededores del Puente de Toledo, se encontraban los paradores de Estrella y San Fernando, que eran puntos de parada clave para viajeros y comerciantes que cruzaban el río Manzanares. 
La configuración actual de la glorieta se definió tras la guerra civil española, cuando en los años 50 se impulsó un Plan Especial sobre la calle del General Ricardos para la reconstrucción y regeneración del área, gravemente afectada por el conflicto. La Comisaría General para la Ordenación Urbana de Madrid (COUM), dirigida por Juan Laguna, lideró estas intervenciones, que sentaron las bases del diseño urbano que hoy conocemos. 
Con la creación de la M-30 en la segunda mitad del siglo XX, la Glorieta del Marqués de Vadillo se convirtió en uno de los principales puntos de acceso a la circunvalación, reforzando su papel como nodo estratégico de comunicación en Madrid. A principios del siglo XXI, la regeneración de las áreas circundantes, en especial con el desarrollo de Madrid Río, ha revitalizado aún más la zona, convirtiéndola en un lugar de gran interés residencial y comercial.

## Localización y conectividad
La Glorieta del Marqués de Vadillo está rodeada por calles clave de la capital, como la Avenida del Manzanares, la Calle Antonio López, la Calle Antonio Leyva, la Calle General Ricardos y la Avenida de la Emperatriz Isabel. Además, en las inmediaciones se encuentran otras vías relevantes como el Paseo del Quince de Mayo y la Calle Jacinto Verdaguer.  
Su posición es considerada céntrica dentro del contexto urbano de Madrid, permitiendo un acceso rápido tanto al centro histórico como a otras zonas de la ciudad y el área metropolitana. La cercanía a la M-30, una de las arterias principales de circunvalación de Madrid, hace que sea uno de los principales puntos de acceso a la ciudad, especialmente desde la zona suroeste. 
En cuanto al transporte público, la glorieta cuenta con una excelente red de conexiones: 
Metro: La estación de Marqués de Vadillo (Línea 5 del Metro de Madrid) se encuentra justo en la glorieta, lo que facilita el desplazamiento directo hacia el centro de la ciudad, incluyendo puntos neurálgicos como Callao, Gran Vía y Alameda de Osuna. 
Autobuses de la EMT: Varias líneas de autobús como la 34, 35, 118, 119, 23, 50 y las líneas nocturnas N15 y N26 tienen paradas en sus inmediaciones, proporcionando una comunicación fluida con diferentes puntos de Madrid. 
Bicimad: La estación de bicicletas públicas Bicimad situada en la glorieta facilita el transporte ecológico y promueve la movilidad sostenible en la zona.

## Zonas verdes y entorno
Uno de los principales atractivos de la Glorieta del Marqués de Vadillo es su proximidad a grandes áreas verdes, como el Madrid Río y el Parque de San Isidro, que ofrecen a los residentes amplios espacios para el ocio, el deporte y el descanso al aire libre. 
Madrid Río es uno de los parques más importantes de Madrid, un extenso corredor verde que recorre las orillas del río Manzanares, ofreciendo senderos peatonales, carriles bici, zonas de juegos infantiles, áreas deportivas y miradores que brindan impresionantes vistas del skyline de la ciudad. Este parque es ideal para los amantes del ejercicio al aire libre, el ciclismo, las caminatas o simplemente para disfrutar de un paseo tranquilo en un entorno natural. 
El Parque de San Isidro, ubicado a poca distancia, es otro pulmón verde de la zona, famoso por albergar las Fiestas de San Isidro, una de las celebraciones más importantes de Madrid. Durante estas festividades, el parque se llena de música, cultura y gastronomía, convirtiéndose en un punto de encuentro para madrileños y turistas.

## Seguridad y calidad de vida
A pesar de su carácter céntrico y su cercanía a áreas concurridas de la ciudad, la Glorieta del Marqués de Vadillo y su entorno se caracterizan por ser una zona residencial tranquila y segura. El vecindario cuenta con una baja criminalidad en comparación con otras áreas más concurridas de Madrid, lo que la convierte en una opción atractiva tanto para familias como para personas que buscan vivir en un entorno apacible sin renunciar a la cercanía con el centro. 
La glorieta y sus alrededores disponen de una iluminación eficiente y un constante mantenimiento, lo que garantiza la seguridad tanto para peatones como para conductores. Además, su proximidad a centros de salud y comisarías refuerza la sensación de seguridad entre los residentes.

## Características arquitectónicas
La Glorieta del Marqués de Vadillo tiene una configuración semicircular, y en su centro destaca la presencia de una gran bandera de España, que preside el espacio como símbolo patrio. Su diseño sobrio, pero funcional, facilita la fluidez del tráfico y se adapta a las importantes vías que confluyen en ella. A un lado, se encuentra el Puente de Toledo, un monumento histórico del siglo XVIII que añade un elemento arquitectónico de valor patrimonial a la zona.